# Andante quasi allegretto
Het Andante quasi allegretto is een van de eerste composities van Agathe Backer-Grøndahl. Ze werd gezien als een talentvol componist en pianist. Deze eerste poging en een van de volgende Scherzo for orkester bleven echter de enige twee composities voor een orkestvorm. Het schijnt dat een symfonie van een collegacomponiste zo de grond in was geschreven, dat Backer-Grøndahl er ook verder geen succes in zag. Wat ook niet meehielp was dat Noorwegen destijds nog geen echt symfonieorkest tot zijn beschikking had. Men “moest het doen” met theaterorkesten.
Het Andante quasi allegretto werd in kleine bezetting (dubbelkwartet van studenten of operamusici) uitgevoerd tijdens een concert op 5 juni 1869, de componiste zat zelf achter de vleugel.